# Hypolepis krameri
Hypolepis krameri là một loài dương xỉ trong họ Dennstaedtiaceae. Loài này được P.B. Schwartsburd, Boudrie & Cremers mô tả khoa học đầu tiên năm 2012.
Danh pháp khoa học của loài này chưa được làm sáng tỏ. 